# Sedona (film)
Sedona è un film del 2012 diretto da Tommy Stovall.